# Det afrikanske parti for Guinea-Bissau og Kap Verdes uafhængighed
Det afrikanske parti for Guinea-Bissau og Kap Verdes uafhængighed (portugisisk: Partido Africano da Independência da Guiné e Cabo Verde), eller PAIGC er et politisk parti i Guinea-Bissau. I Guinea-Bissaus parlamentsvalg i 2004 blev partiet landets største parti med 31,4% af stemmerne og 45 af 102 sæder i parlamentet.
Partiet blev stiftet i det som var Portugisisk Guinea af marxisten Amílcar Cabral i 1956, med mål at opnå uafhængighed for Kap Verde og Portugisisk Guinea (i dag Guinea-Bissau).

## Eksternt link
- Officiel hjemmeside Arkiveret 8. marts 2013 hos  Wayback Machine (portugisisk)

| Politisk parti | Spire Denne artikel om et politisk parti eller gruppe er en spire som bør udbygges. Du er velkommen til at hjælpe Wikipedia ved at udvide den. |